# Europese kampioenschappen mountainbike 1989
De Europese kampioenschappen mountainbike van 1989 werden gehouden in Anzère. Het was de eerste editie die georganiseerd werden.

## Cross-Country

### Mannen
Elite
| №      | Naam             | Land        |
| ------ | ---------------- | ----------- |
| Goud   | Roger Honegger   | Zwitserland |
| Zilver | Philippe Perakis | Zwitserland |
| Brons  | Erich Übelhardt  | Zwitserland |

1989 · 
1990 ·
1991 · 
1992 ·
1993 ·
1994 ·
1995 ·
1996 ·
1997 ·
1998 ·
1999 ·
2000 ·
2001 ·
2002 ·
2003 ·
2004 ·
2005 ·
2006 ·
2007 ·
2008 ·
2009 ·
2010 ·
2011 ·
2012 ·
2013 ·
2014 ·
2015 ·
2016 ·
2017 ·
2018 ·
2019 ·
2020 ·
2021 ·
2022 ·
2023